# Zarząd Miasta Poznania
Zarząd Miasta Poznania – organ wykonawczy gminy miejskiej na prawach powiatu Poznań (zarząd gminy) w latach 1990–2002.

## Kadencja 1990–1994[1]
- Wojciech Szczęsny Kaczmarek – prezydent miasta i przewodniczący zarządu
- Tomasz Kayser – wiceprezydent
- Jacek May – wiceprezydent
- Ryszard Olszewski – wiceprezydent
- Jan Kaczmarek – członek Zarządu Miasta
- Ryszard Grobelny – członek Zarządu Miasta (od 1992)[1]
- Tadeusz Kileszewski – członek Zarządu Miasta
- Jacek Łukomski – członek Zarządu Miasta (od 1992)[1]
- Andrzej Porawski – członek Zarządu Miasta

- Wojciech Kulak – sekretarz
- Elżbieta Kuzdro-Lubińska – skarbnik

## Kadencja 1994–1998[2]
- Wojciech Szczęsny Kaczmarek – prezydent miasta i przewodniczący zarządu
- Tomasz Kayser – wiceprezydent
- Jacek May – wiceprezydent
- Ryszard Olszewski – wiceprezydent
- Jacek Łukomski – wiceprezydent
- Ryszard Grobelny – członek Zarządu Miasta
- Katarzyna Kretkowska – członek Zarządu Miasta
- Krzysztof Antoni Szein – członek Zarządu Miasta (od 1993–1997)

- Wojciech Kulak – sekretarz
- Elżbieta Kuzdro-Lubińska – skarbnik

## Kadencja 1998–2002[3]
- Ryszard Grobelny – prezydent miasta i przewodniczący zarządu
- Maciej Frankiewicz – wiceprezydent
- Tomasz Kayser – wiceprezydent
- Andrzej Grzybowski – wiceprezydent (do 2001)[3]
- Paweł Leszek Klepka – wiceprezydent
- Michał Parysek – członek Zarządu Miasta
- Sławomir Jezierski – członek Zarządu Miasta (1998–1999)[3]
- Przemysław Smulski – członek Zarządu Miasta (od 1999)[3]

- Dariusz Jędraszak – sekretarz
- Barbara Sajnaj – skarbnik